# Embrik Strand
Embrik Strand, född 2 juni 1876 i Ål i Hallingdal i Norge, död 3 november 1947 i Riga i Lettland, var en norsk entomolog. 
Embrik Strand utbildade sig vid universitetet i Kristiania. Större delen av livet var han bosatt i utanför Norge, först i Tyskland därefter i Lettland. Embrik Strand är författare till en rad viktiga skrifter inom entomologin. Han arbetade särskilt med spindlar, fjärilar och steklar. Embrik Strand bröt ny mark i insektsforskningen genom att första gången vetenskapligt beskriva flera hundra arter. 
I Norge vikarierade Strand som konservator vid Zoologiska museet i Oslo från 1901 till 1903. Under perioden 1898–1903 företog han flera forskningresor inom Norge för att samla insekter och spindlar. Hans samling förvaras på Naturhistoriska museet i Oslo. Strand reste till Tyskland 1903 och var där verksam vid flera museer fram till 1907 då han anställdes vid Museum für Naturkunde i Berlin. Där ordnade han material som samlats under expeditioner i bland annat Centralafrika och Sydamerika. 1923 utnämndes Embrik Strand till professor i zoologi vid Lettlands universitet i Riga och där förblev han resten av sitt yrkesaktiva liv.